# 罗萨里奥 (墨西哥)

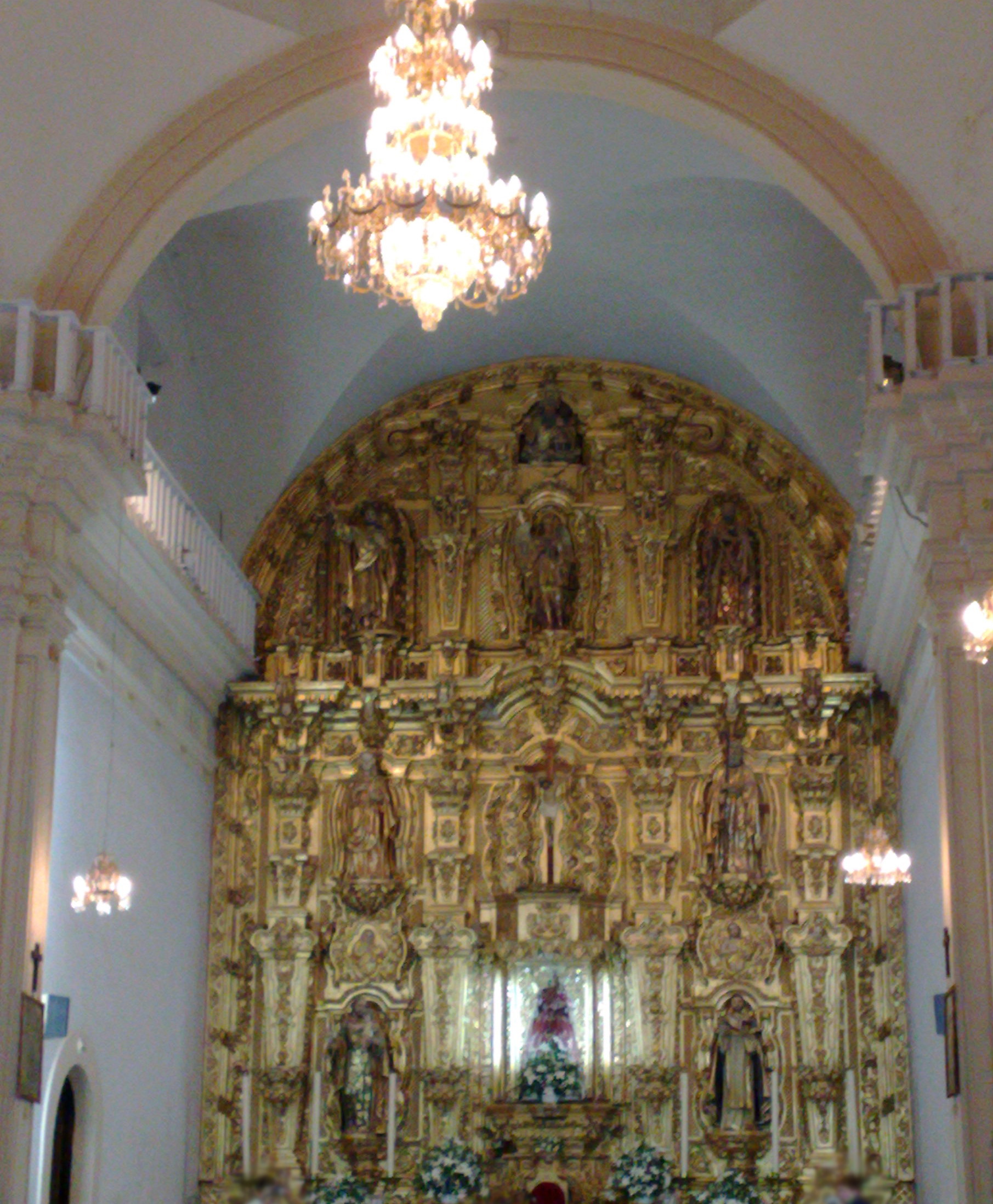
羅薩里奧教堂

罗萨里奥，是墨西哥錫那羅亞州的一个城市。羅薩里奥与其周边地區構成罗萨里奥自治区（市镇），总面积2 723.28平方公里，总人口47,934（2000年），人口密度17.4人/平方公里 。罗萨里奥1915年建立。